# Bowling Green (Kentucky)
Pour les articles homonymes, voir Bowling Green.
La ville de Bowling Green est le siège du comté de Warren, dans l’État du Kentucky, aux États-Unis. Selon le recensement de 2010, sa population est de 58 067 habitants.
Fondée par des pionniers en 1798, Bowling Green a été la capitale du Gouvernement confédéré du Kentucky pendant la guerre de Sécession.
Au XXIe siècle, Bowling Green est le siège de nombreux fabricants, dont General Motors et Fruit of the Loom. L'usine de montage de Bowling Green est la source de toutes les Chevrolet Corvettes construites depuis 1981.

## Démographie
En 2019, sa population de 70 543 habitants en fait la troisième ville la plus peuplée de l'État, après Louisville et Lexington. Sa zone métropolitaine, qui est la quatrième plus grande de l'État après Louisville, Lexington et le Kentucky du Nord, avait une population estimée à 179 240 habitants.

## Climat
Bowling Green a un climat subtropical humide (classification de Köppen).
| Mois                              | jan.  | fév.  | mars  | avril | mai   | juin | jui.  | août | sep.  | oct. | nov.  | déc.  | année   |
| --------------------------------- | ----- | ----- | ----- | ----- | ----- | ---- | ----- | ---- | ----- | ---- | ----- | ----- | ------- |
| Température minimale moyenne (°C) | −4    | −2    | 3     | 7     | 13    | 17   | 20    | 19   | 14    | 8    | 3     | −2    | −1,6    |
| Température maximale moyenne (°C) | 6     | 9     | 15    | 21    | 25    | 29   | 32    | 31   | 22    | 21   | 14    | 8     | 19      |
| Précipitations (mm)               | 105,4 | 105,4 | 126,2 | 101,3 | 136,1 | 109  | 115,3 | 85,3 | 104,9 | 80,5 | 113,3 | 128,5 | 1 311,4 |

## Personnalités liées à la ville
- Ora F. Porter
- Matt Shultz et Brad Shultz, membres du groupe de rock américain Cage the Elephant.

## Source
- (en) Cet article est partiellement ou en totalité issu de l’article de Wikipédia en anglais intitulé « Bowling Green, Kentucky » (voir la liste des auteurs).

1. ↑  « Population and Housing Unit Estimates » (consulté le 9 juin 2017)
2. ↑  « Census of Population and Housing » [archive du 26 avril 2015], Census.gov (consulté le 4 juin 2015)